# Lindsay Verrier
Pour les articles homonymes, voir Verrier et Isaac.
Le docteur Lindsay Verrier, né Walter Lindsay Isaac en 1907 ou 1908 en Angleterre et mort le 20 avril 1981 à Suva, est un médecin et homme politique fidjien.

## Biographie
Après des études de médecine au Royaume-Uni, il s'établit en 1938 dans la colonie britannique des Fidji pour y travailler comme officier médical dans l'administration publique. Il est posté aux îles Gilbert en 1940, et en réchappe pour revenir aux Fidji lorsque les Japonais occupent ce territoire durant la Seconde Guerre mondiale. En 1942, il change de nom de famille par acte formaliste unilatéral, renonçant au nom « Isaac » et choisissant celui de « Verrier ». Il s'intéresse en amateur à l'organisation sociale et généalogique des familles autochtones fidjiennes, et il établit un recueil détaillé des familles de la province de Bua et de celle de Macuata.
Dans les années 1950, il finance les études de médecine en Nouvelle-Zélande du jeune chef fidjien autochtone Kamisese Mara. Celui-ci abandonne toutefois ses études à la demande du grand chef Ratu Lala Sukuna et rentre aux Fidji pour travailler dans le service public colonial. En amont des élections législatives fidjiennes de 1966, Lindsay Verrier est l'un des fondateurs du parti de l'Alliance. Kamisese Mara en devient le chef, et Lindsay Verrier le secrétaire général,. Seul candidat dans sa circonscription, il est élu au Conseil législatif ; l'Alliance remporte les élections, et il siège sur les bancs de la majorité parlementaire du gouvernement que dirige Kamisese Mara.
En novembre 1968, il quitte le parti de l'Alliance qu'il qualifie de désorganisé et de moribond, et fonde le Parti libéral, indiquant qu'il s'agit d'un parti centriste inspiré des idées de Lala Sukuna. Les Fidji accèdent à l'indépendance en 1970, et Lindsay Verrier est naturalisé fidjien en 1971. Aux élections de 1972, il se présente comme candidat libéral soutenu par le Parti de la fédération nationale, et mène campagne très activement, mais est battu dans sa circonscription par le candidat de l'Alliance, Wesley Barrett.
Il se réconcilie publiquement avec Kamisese Mara en 1980 en soutenant le parti de l'Alliance, mais est à cette date déjà atteint d'un cancer. Après une hospitalisation à Sydney au début de l'année 1981, il revient aux Fidji et meurt à Suva en avril, à l'âge de 73 ans.